# Lucas Severino
Lucas Severino (ur. 3 stycznia 1979 w Ribeirão Preto) – brazylijski piłkarz, występujący na pozycji napastnika.

## Kariera klubowa
Lucas rozpoczął piłkarską karierę w Botafogo Ribeirão Preto w 1996 roku. W latach 1998–2000 grał w Athletico Paranaense. Z Athletico Paranaense zdobył mistrzostwo stanu Parana – Campeonato Paranaense w 2000 roku. W 2000 roku wyjechał do francuskiego Stade Rennais FC. W Rennes grał do 2003 roku. Ogółem wystąpił w Rennes w 72 mwczach i strzelił 16 bramek.
W czasie gry w Rennes dwukrotnie był wypożyczany do Cruzeiro EC i Corinthians Paulista. Od 2004 roku Lucas gra w Japonii. W latach 2003–2007 grał w FC Tokyo. Z FC Tokyo zdobył Puchar J. League w 2004 roku.
Od 2008 roku jest zawodnikiem Gamby Osaka. Z klubem z Osaki dwukrotnie wygrał Puchar Cesarza w 2008 i 2009 oraz Azjatycką Ligę Mistrzów w 2008 roku.

## Kariera reprezentacyjna
Lucas ma za sobą powołania do olimpijskiej reprezentacji Brazylii. W 2000 roku wystąpił w eliminacjach Igrzysk Olimpijskich w Sydney. W Igrzyskach w Australii wystąpił we wszystkich czterech meczach ze Słowacją, RPA, Japonią i Kamerunem. W reprezentacji olimpijskiej wystąpił 14 razy i strzelił 3 bramki.